# Prix Guizot
Il Prix Guizot (premio Guizot) è un premio de l'Académie française nato nel 1994 e dedicato agli studiosi che si sono particolarmente distinti nelle ricerche storiche.

## Vincitori
- 2000: Pierre Milza, Mussolini, Paris, Fayard, 1999
- 2002: Jean Ayanian, Le Kemp, une enfance intra muros
- 2004: Jean-Pierre Rioux, Au bonheur la France  (Perrin)
- 2005: Janine Garrisson, L'Affaire Calas: Miroir des passions françaises  (Fayard)